# Albrecht Graf von Goertz

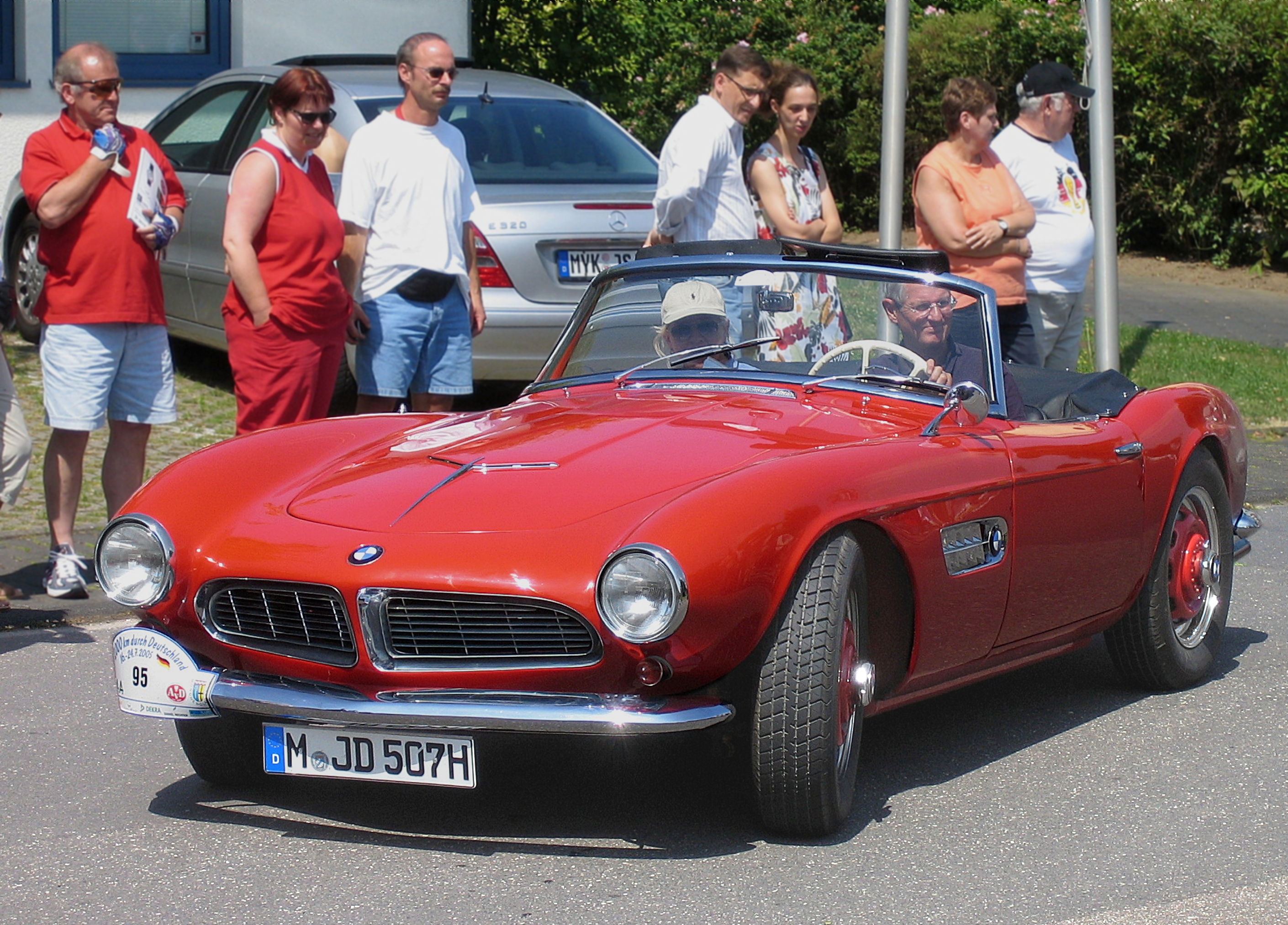
Goertz bekendste ontwerp: de BMW 507

Albrecht Graf von Goertz (Alfeld, 12 januari 1914 — Kitzbühel, 27 oktober 2006) was een Duits ontwerper, voornamelijk bekend als ontwerper van de BMW 507.
Goertz werd geboren in een adellijk geslacht op het landgoed Brunkensen in Alfeld, en werkte na zijn opleiding in het bankwezen, onder andere bij de Deutsche Bank. In 1936 vertrok hij naar de Verenigde Staten waar hij autopoetser en monteur was voor vliegtuigmotoren. Zijn ontwerpideeën kon hij in eerste instantie kwijt in het ontwikkelen van Hot Rods. De eerste eigen auto die hij ontwierp was een coupéversie van de Mercury, onder de naam Paragon, die hij op de Wereldtentoonstelling van 1939 in San Francisco kon presenteren.
In 1940 werd Goertz opgeroepen om zijn dienstplicht te vervullen. Pas na de Tweede Wereldoorlog kon hij weer aan het werk aan de ontwerptafel, en kwam hij in contact met Raymond Loewy. Loewy introduceerde Goertz bij Studebaker waar hij zijn carrière voortzette en meewerkte aan de facelift van de Studebaker Champion.
Goertz besloot zich in 1953 als zelfstandig ontwerper te vestigen, en kwam in contact met Max Hoffmann die Europese auto's in de VS importeerde. In opdracht van Hoffmann ontwierp Goertz een Roadster met een V8-motor, waarvan het ontwerp in 1955 naar de Beierse BMW fabriek werd verstuurd. Dit leverde hem van BMW de opdracht op voor het ontwerp van de 503 coupé en cabriolet, en de 507. Beide auto's werden op de IAA van 1955 gepresenteerd.
Vanaf 1964 werkte Goertz voor het Japanse Nissan, waar hij onder andere de Datsun 240Z ontwierp.
Naast auto's ontwierp Goertz ook huishoudelijke artikelen.
- Gemeinsame Normdatei: 119533499
- RKD-Nederlands Instituut voor Kunstgeschiedenis: 351453
- Virtual International Authority File: 62360554
- WorldCat: E39PBJt8kRpvHfHchgCrbB9qwC